# Wezyr (starożytny Egipt)

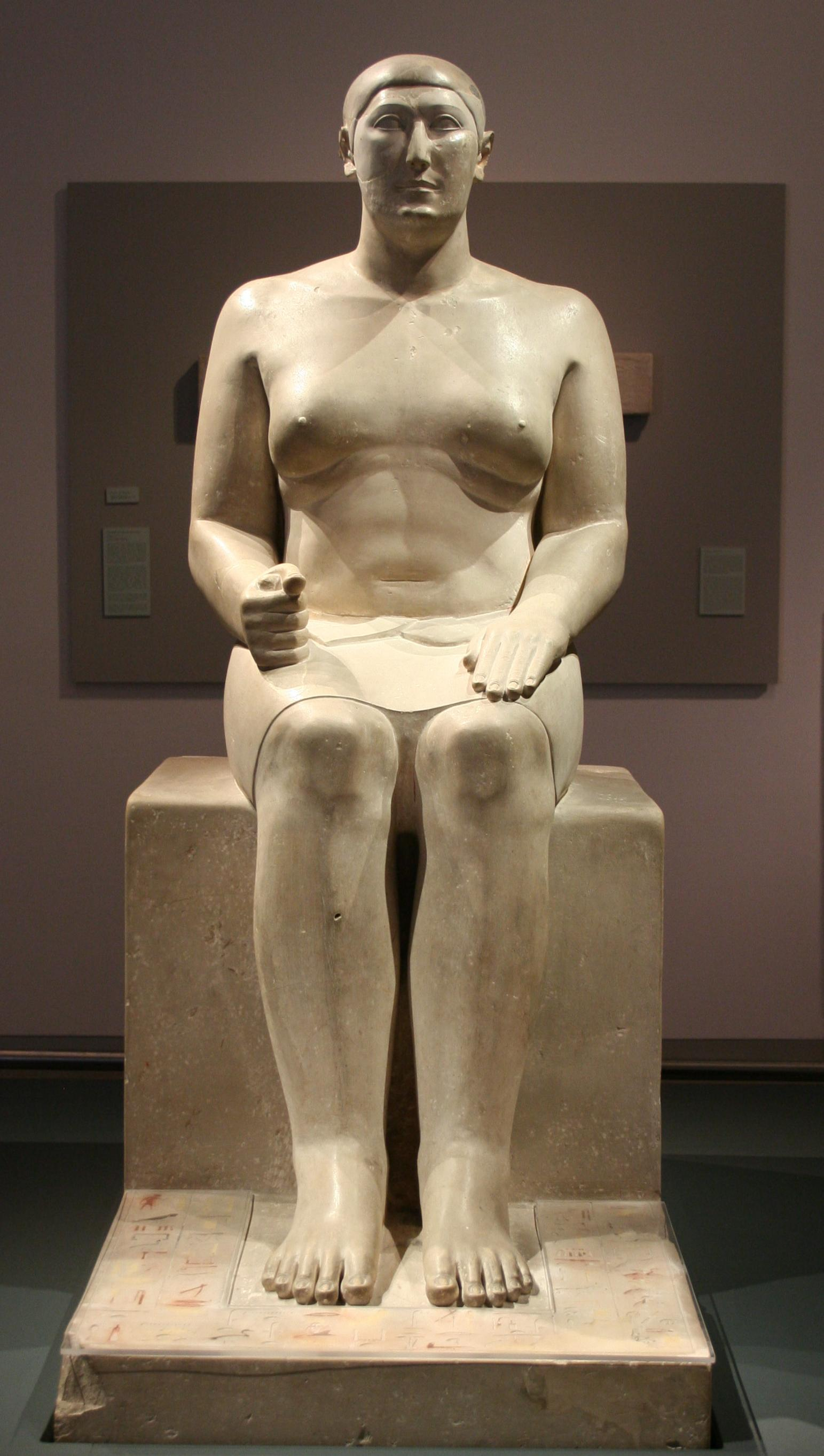
Statua przedstawiająca Hemiunu, wezyra faraona Cheopsa

| TA | t · Z1 | A1 |

| TA | t · Z1 | A1 |

## Sposób powołania
Nie jest pewne, w jaki sposób dokonywano wyboru wezyra. Najczęściej pozostawało to w osobistej gestii faraona, który mianował na ten urząd osobę cieszącą się jego specjalnym zaufaniem lub wyróżniającą się talentami politycznymi.
Możliwe, że w początkowym okresie funkcjonowania urząd wezyra mógł być zarezerwowany dla krewnych panującego faraona. Przykładowo w czasach IV dynastii urząd wezyra piastował Nefermaat, syn faraona Snofru, a po nim jego właśni synowie. Dochodziło również do wykształcania się całych dynastii wezyrów, w których urząd ten stawał się faktycznie dziedziczny, np. w czasach XIII dynastii wezyr Ankhu odziedziczył urząd po dziadku lub ojcu, a następnie przekazał go swoim synom.
Tendencje do umacniania się władzy wezyrów i dziedziczności tego urzędu występowały szczególnie silnie w okresach znacznego osłabienia władzy królewskiej (np. w czasach XIII dynastii i tzw. Drugiego Okresu Przejściowego). Kilkakrotnie zdarzyło się, że wezyr po śmierci faraona sięgał po władzę królewską (np. Amenemhat I po Mentuhotepie IV, Aj po Tutanchamonie, prawdopodobnie również Amazis po Apriesie).

## Zakres władzy
Wezyr był najwyższym urzędnikiem państwowym i właściwie drugą osobą po faraonie. Do jego zadań należało kierownictwo nad całym centralnym aparatem urzędniczym, sprawował więc zwierzchnictwo nad administracją państwową. Istotne były funkcje, jakie pełnił w bezpośrednim otoczeniu faraona – sprawował zarząd nad dworem królewskim (m.in. decydował kto i kiedy może wejść na teren pałacu) oraz dbał o bezpieczeństwo władcy a także sprawował bezpośredni nadzór nad nomarchami oraz "starszymi miast".
Ze względu na brak rozdziału między administracją a sądownictwem, pod przewodnictwem wezyra funkcjonowały najwyższe sądy. Funkcje jurysdykcyjne wezyra wyrażał również główny symbol jego godności – symbol Maat zawieszony na złotym łańcuchu.
O obowiązkach wezyra i stawianych przed osobą mającą pełnić ten urząd wymagania możemy przeczytać w Instrukcjach Rechmire, tekście odnalezionym w grobowcu Rechmire, wezyra Totmesa III i Amenhotepa II.

## Znaczniejsi wezyrowie
- Imhotep, lekarz i architekt faraona Dżesera (III Dynastia)[3].
- Nefermaat, syn faraona Snofru (IV dynastia)
- Hemiunu, syn lub wnuk Nefermaata, wezyr Cheopsa (IV dynastia)
- Anchhaf, syn Cheopsa, wezyr Chefrena (IV dynastia)
- Ptahhotep, wezyr Dżedkare, autor Maksym Ptahhotepa (V dynastia)
- Anchnesmerire II, żona i wezyr Pepiego I (VI dynastia), regentka i matka Pepiego II
- Amenemhat, wezyr Mentuhotepa IV, późniejszy faraon (XI dynastia)
- Ankhu, wezyr kilku władców z XIII dynastii
- Rechmire, wezyr Totmesa III i Amenhotepa II (XVIII dynastia)
- Aj, wezyr Tutanchamona, późniejszy faraon (XVIII dynastia)
- Paramessu, wezyr Horemheba, późniejszy faraon (XVIII dynastia)
- Herhor, wezyr Ramzesa XI, arcykapłan Amona (XX dynastia)
- Ahmose, wezyr Apriesa, późniejszy faraon (XXVI dynastia)